# بیانیه ۹۹
 بیانیه ۹۹، بیانیه‌ای است که از طرف ۹۹ نفر از  مخالفان دولت، روشنفکران و فعالان جامعه مدنی سوریه در روزنامه الحیات لندن در سپتامبر سال ۲۰۰۰ میلادی چاپ شد. آنان در این بیانیه خواستار پایان دادن به وضعیت اضطراری که از سال ۱۹۶۳ برقرار شده بود، بخشش زندانیان سیاسی، آزادیهای سیاسی، آزاد سازی زندگی عمومی از قوانین محدودکننده از دولت سوریه بودند. دولت سوریه به این بیانیه هیچ وقعی ننهاد.